# 韋列米伊夫卡 (博布里涅茨區)
48°2′0″N 32°3′37″E / 48.03333°N 32.06028°E
韋列米伊夫卡（烏克蘭語：Вереміївка），是烏克蘭中部的村莊，隸屬基洛夫格勒州的克羅皮夫尼茨基區。該村面積0.19平方公里，海拔高度140米，2001年人口123，人口密度每平方公里661.3人。